# أبسالوم دلامينى
أبسالوم دلامينى هو لاعب كرة قدم إسواتيني، ولد في 5 أغسطس 1984. لعب مع رويال ليوباردس.

## وصلات خارجية
- أبسالوم دلامينى على موقع الاتحاد الدولي (مؤرشف)  (الإنجليزية)
- أبسالوم دلامينى على موقع قاعدة بيانات كرة القدم.إي يو (الإنجليزية)
- أبسالوم دلامينى على موقع ناشيونال فوتبول تيمز (الإنجليزية)